# Rakacaszend, Borsod-Abaúj-Zemplén
Rakacaszend este un sat în districtul Edelény, județul Borsod-Abaúj-Zemplén, Ungaria, având o populație de 390 de locuitori (2011). 

## Demografie
Componența etnică a satului Rakacaszend
     Maghiari (63,29%)
     Romi (36,71%)
Componența confesională a satului Rakacaszend
     Greco-catolici (53,08%)
     Romano-catolici (29,23%)
     Reformați (10,26%)
     Necunoscută (7,44%)
Conform recensământului din 2011, satul Rakacaszend avea 390 de locuitori. Din punct de vedere etnic, majoritatea locuitorilor (63,29%) erau maghiari, cu o minoritate de romi (36,71%).  Din punct de vedere confesional, majoritatea locuitorilor (53,08%) erau greco-catolici, existând și minorități de romano-catolici (29,23%) și reformați (10,26%). Pentru 7,44% din locuitori nu este cunoscută apartenența confesională.